# Magraner de Socotra
El magraner de Socotra (Punica protopunica) és una de les dues espècies de magraner que hi ha al món. És una espècie endèmica de l'illa de Socotra del Iemen, situada a l'Oceà Índic. Habita els boscos secs tropicals i subtropicals.
Punica protopunica és considerada l'espècie precursora del magraner (Punica granatum). Difereixen pels fets que el magraner de Socotra té les flors rosades, no pas vermelles com el magraner comú i que aquestes són més menudes, el fruit del magraner de Socotra és menys dolç i quan madura és de color verd groguenc.